# Alcatel One Touch Fire
Alcatel One Touch Fire為阿爾卡特旗下第一款Firefox OS智慧型手機。
Alcatel One Touch Fire計劃於拉丁美洲和歐洲國家推出，包含巴西、智利、哥倫比亞、墨西哥、秘魯、烏拉圭、委內瑞拉、德國、希臘、匈牙利、義大利、蒙特內哥羅、波蘭、塞爾維亞。電信營運商包含Congstar（德國）、Cosmote（希臘）、Movistar（智利，秘魯，烏拉圭，委內瑞拉）、T-Mobile（東歐）、Telcel（墨西哥）、Telenor（東歐）、Telecom Italia Mobile（義大利）和Vivo（巴西）。
Alcatel One Touch Fire是以Android機款Alcatel One Touch T'Pop修改而來。Alcatel One Touch Fire有橘色、蘋果綠、白色三種顏色款式
。

## 外部連結
- 官方網站
- YouTube上的"Bienvenido Firefox OS "
- YouTube上的"T MOBILE Firefox 8s Przed PORUSZYC Polsat "